# Zentsūji
Zentsūji (善通寺市, Zentsūji-shi) est une ville située dans la préfecture de Kagawa, au Japon.

## Géographie

### Situation
Zentsūji est située dans le nord-ouest de la préfecture de Kagawa, sur l'île de Shikoku.

### Municipalités limitrophes
| Tadotsu | Tadotsu  | Marugame        |
| Mitoyo  | Zentsūji | Marugame        |
| Mitoyo  | Mitoyo   | Mannō, Kotohira |

### Démographie
En février 2024, la ville de Zentsūji avait une population de 30 367 habitants, répartis sur une superficie de 39,93 km2.

### Climat
Zentsūji a un climat subtropical humide caractérisé par des étés chauds et humides et des hivers frais. La température annuelle moyenne est de 15,1 °C. Les précipitations annuelles moyennes sont de 1 439 mm, septembre étant le mois le plus humide.

## Histoire
La région de Zentsūji faisait partie de l'ancienne province de Sanuki et est habitée depuis la préhistoire. Un certain nombre de tumulus funéraires de la période Kofun ont été identifiés. Le Zentsū-ji, qui a donné à la ville son nom, est fondé en 813 sur le lieu de naissance du moine bouddhiste Kūkai. La ville s'est alors développée autour du temple. Pendant l'époque d'Edo, la région faisait partie des domaines de Marugame, Takamatsu et Tadotsu.
Le village moderne de Zentsūji est créé le 16 décembre 1878. Il obtient le statut de bourg le 3 novembre 1901 puis de ville le 31 mars 1954.

## Culture locale et patrimoine
La ville abrite plusieurs temples du pèlerinage de Shikoku :
- Mandara-ji, 72e temple,
- Shusshaka-ji, 73e temple,
- Kōyama-ji, 74e temple,
- Zentsū-ji, 75e temple,
- Konzō-ji, 76e temple.

## Transports
Zentsūji est desservie par la ligne Dosan de la JR Shikoku.

## Jumelage
Zentsūji est jumelée avec :
- El Dorado (États-Unis),
- Hirado (Japon),
- Kōya (Japon).